# Саваслейка (авіабаза)
Саваслейка — авіабаза в Нижньогородській області, на якій дислоковано філію 4-го Державного центру підготовки авіаційного персоналу та військових випробувань МО РФ (колишній 4-й Центр бойового застосування та переучування льотного складу ВПС Росії). Розташована поблизу села Саваслейка Кулебакського району, між містами Викса (що за 16 км на південний захід від аеродрому), Кулебаки (приблизно за 10 км на схід від бази) та Навашино (приблизно за 10 км на північний захід від аеродрому).
З кінця 2021 на аеродромі базується сформований у тому ж році полк літаків МіГ-31К, озброєних балістичними ракетами Х-47М2 «Кинджал».

Базу також називають Муром, на честь міста Муром, що знаходиться приблизно за 25 км на північний захід, у сусідній Владимирській області.

## Історія
Була створена у 1953 році як центр підготовки авіаційного персоналу країн Варшавського договору. З 1959 року центр припинив своє існування, тому що в серпні того ж року там з'явилися на випробуваннях перші льотні екземпляри надсекретного реактивного винищувача Су-9, які на той час мали позначення Т-3.
Ту-128 Туполєв був спочатку розміщений на Саваслейці в 1964 р.
У 2012 рік тут базувалася ескадрилья літаків МіГ-31 різних модифікацій.
На базі діє невеликий авіаційний музей.

### Російсько-українська війна
Після початку російського вторгнення в Україну авіабаза Саваслейка використовується для базування літаків МіГ-31К — носіїв балістичних ракет Х-47М2 «Кинджал».
У ніч на 14 серпня 2024 року аеродром зазнав масованої атаки БПЛА.
У ніч на 9 червня 2025 року підрозділи Сил спеціальних операцій ЗСУ, у взаємодії з іншими складовими Сил оборони України, завдали ураження по аеродрому «Саваслейка», уражено дві одиниці авіаційної техніки ворога (літаки МіГ-31 та Су-30/34).

## Аварії
- 19 лютого 1958 року неподалік аеродрому здійснив аварійну посадку пасажирський літак Ту-104 (бортовий номер Л5414, один із перших серійних Ту-104), який виконував тренувальний політ за маршрутом Новосибірськ — Свердловськ — Москва. Під час підльоту до московського аеропорту Внуково екіпаж повідомив про нестачу палива для завершення польоту і запросив посадку на аеродромі Дягілєво (Рязанська область). У складних метеоумовах екіпаж втратив орієнтування та не зміг вийти на приводну радіостанцію Дягілєво. Літак був направлений на Саваслейку. При зниженні запаси палива вичерпалися, двигуни зупинилися і літак здійснив аварійну посадку в лісовому масиві, не долетівши 1,5 кілометра до початку торця ЗПС. Надалі літак було відновлено, перегнано до Москви та встановлено на ВДНГ як експонат.[9]

- У 1973 році під час виконання фігур вищого пілотажу в зоні аеродрому загинув льотчик-інспектор полковник Надточієв на МіГ-23. Відбулося руйнування поворотного механізму крила стріловидності, що змінюється, з подальшим вибухом на борту. Відірвало крило, яке впало на льотне поле, ледь не вбивши офіцера, якого в останній момент встигли відтягнути інші офіцери. Як розповіли механіки, які спостерігали політ зі стоянок, вибух стався після кількох крутих пікірувань на смугу:

при різкому виході з чергового пікірування літак різко сіпнувся і зник у вогненній хмарі вибуху, з якого вилітали турбіни та великі уламки. Льотне поле безпосередньо під місцем катастрофи, куди я вибіг з казарми 2-го полку, було всипане шаром дрібних уламків, що димляться. На відстані в різних місцях було видно кілька уламків більше. Посеред смуги мені запам'ятався льотний білий шолом, під ним на бетоні — розсип блакитних пластикових осколків світлозахисного забрала і написом навколо правого навушника «Надточієв»

- 30 вересня 1991 року зазнав катастрофи літак МіГ-31Б під керуванням майора Шаповалова С. А. та льотчика-штурмана підполковника Суботіна М. В., виконуючи тренувальний політ перед майбутнім показом авіаційної техніки. Порушуючи польотне завдання, зліт був проведений без закрилків. Після відриву та переведення літака в набір висоти на швидкості 390—400 км/год льотчик не врахував зростання ефективності стабілізатора, «не прикритого» закрилками, і звичним рухом РУС (за темпом, за величиною руху та зусиллями) вивів літак на закриті кути атаки 20°, що призвело до його звалювання. Льотній пригоді також сприяла незадовільна організація підготовки екіпажу до спеціального польоту з боку командування. В результаті літак зіткнувся із землею та зруйнувався. Катапультування екіпажу проведено рішенням штурмана на висоті 120—150 м на швидкості 410—420 км/год. Штурман лишився неушкоджений, а командир екіпажу загинув через нестачу висоти та велику швидкість зниження. Катапультування штурмана відбувалося приблизно паралельно до землі. При цьому літак обертало по осі польоту. Катапультування командира відбулося головою донизу. Льотчик зіткнувся на великій швидкості з товстою березою (близько 25-30 см у діаметрі), яка від удару зламалася навпіл, літак упав за 20-30 метрів. Штурман, після приземлення, відніс загиблого товариша якомога далі від уламків.

- 30 жовтня 1991 року було втрачено другий МіГ-31. При наборі висоти на форсажі сталася пожежа двигунів. Льотчики катапультувалися. При приземленні один зламав руку, другий — ногу. Літак упав, двигуни від удару проникли глибоко в землю, планер відскочив від землі та вибухнув.

- 9 лютого 1993 р. При польоті в сприятливих метеорологічних умовах Су-27УБ потрапив у сніговий заряд, що спричинило відмову пілотажно-навігаційного обладнання. При дальності прямої видимості трохи більше ніж 200—300 м і нижньому краї трохи більш як 50—100 м льотчики змогли знайти аеродром і посадити літак із перевищенням посадкової швидкості. Обрив гальмівного парашута та ожеледь призвели до викочування літака за смугу. Аварійний аерофінішер, що спрацював, був вирваний з місць кріплення, конус літака і шасі відірвало. Льотчики не постраждали та не катапультувалися. Командир екіпажу було знято з льотної роботи. Після тривалих спроб відновити літак, Су-27УБ (бортовий номер 40) було списано та встановлено в музей авіації в гарнізоні Саваслейки.